# Eucestoda
Sous-classe
Les Eucestoda sont une sous-classe de vers plats de la classe des cestodes.

## Liste des ordres et familles
Selon le World Register of Marine Species (4 novembre 2023), la décomposition des Eucestoda est la suivante :
- Sous-classe Eucestoda
  - ordre Bothriocephalidea Kuchta, Scholz, Brabec & Bray, 2008 
    - famille Bothriocephalidae Blanchard, 1849
    - famille Echinophallidae Schumacher, 1914
    - famille Triaenophoridae Lönnberg, 1889

  - ordre Caryophyllidea van Beneden in Carus, 1863 
    - famille Balanotaeniidae Mackiewicz & Blair, 1978
    - famille Capingentidae Hunter, 1930
    - famille Caryophyllaeidae Leuckart, 1878
    - famille Lytocestidae Hunter, 1927

  - ordre Cathetocephalidea Schmidt & Beveridge, 1990 
    - famille Cathetocephalidae Dailey & Overstreet, 1973
    - famille Disculicepitidae Joyeux & Baer, 1936

  - ordre Cyclophyllidea van Beneden in Braun, 1900 
    - famille Acoleidae Fuhrmann, 1899
    - famille Amabiliidae Braun, 1900
    - famille Anoplocephalidae Cholodkovsky, 1902
    - famille Davaineidae Braun, 1900
    - famille Dilepididae Railliet & Henry, 1909
    - famille Diploposthidae Poche, 1926
    - famille Dipylidiidae Stiles, 1896
    - famille Gryporhynchidae Spassky & Spasskaya, 1973
    - famille Hymenolepididae Ariola, 1899
    - famille Nematotaeniidae Looss, 1910
    - famille Progynotaeniidae Fuhrmann, 1936
    - famille Schistotaeniidae Johri, 1959
    - famille Taeniidae Ludwig, 1886

  - ordre Diphyllidea Van Beneden in Carus, 1863 
    - famille Echinobothriidae Perrier, 1897

  - ordre Diphyllobothriidea Kuchta, Scholz, Brabec & Bray, 2008 
    - famille Cephalochlamydidae Yamaguti, 1959
    - famille Diphyllobothriidae Lühe, 1910
    - famille Solenophoridae Monticelli & Crety, 1891

  - ordre Haplobothriidea Joyeux & Baer, 1961 
    - famille Haplobothriidae Cooper, 1917

  - ordre Lecanicephalidea Hyman, 1951 
    - famille Aberrapecidae Jensen, Caira, Cielocha, Littlewood & Waeschenbach, 2016
    - famille Cephalobothriidae Pintner, 1928
    - famille Eniochobothriidae Jensen, Caira, Cielocha, Littlewood & Waeschenbach, 2016
    - famille Lecanicephalidae Braun, 1900
    - famille Paraberrapecidae Jensen, Caira, Cielocha, Littlewood & Waeschenbach, 2016
    - famille Polycephalidae
    - famille Polypocephalidae Meggitt, 1924
    - famille Tetragonocephalidae Yamaguti, 1959
    - famille Zanobatocestidae Jensen, Caira, Cielocha, Littlewood & Waeschenbach, 2016

  - ordre Litobothriidea Dailey, 1969 
    - famille Litobothriidae Dailey, 1969

  - ordre Nippotaeniidea Yamaguti, 1939 
    - famille Nippotaeniidae Yamaguti, 1939

  - ordre Onchoproteocephalidea Caira, Jensen, Waeschenbach, Olson & Littlewood, 2014 
    - Genre Matticestus Caira, Jensen & Fyler, 2018
    - famille Onchobothriidae Braun, 1900
    - famille Prosobothriidae Baer & Euzet, 1955
    - famille Proteocephalidae La Rue, 1911

  - ordre Phyllobothriidea Caira, Jensen, Waeschenbach, Olson & Littlewood, 2014 
    - famille Chimaerocestidae Williams & Bray, 1984
    - famille Phyllobothriidae Braun, 1900

  - ordre Rhinebothriidea Healy, Caira, Jensen, Webster & Littlewood, 2009 lato 
    - famille Anindobothriidae Trevisan, Primon & Marques, 2017
    - famille Anthocephaliidae Runhke, Caira & Cox, 2015
    - famille Echeneibothriidae de Beauchamp, 1905
    - famille Escherbothriidae Ruhkne, Caira & Cox, 2015
    - famille Mixobothriidae Herzog, Caira & Jensen in Herzog, Caira, Kar & Jensen, 2023
    - famille Rhinebothriidae Euzet, 1953

  - ordre Spathebothriidea Wardle & McLeod, 1952 
    - famille Acrobothriidae Olsson, 1872
    - famille Spathebothriidae Yamaguti, 1934

  - ordre Tetrabothriidea
    - famille Tetrabothriidae

  - ordre Tetraphyllidea
    - famille Balanobothriidae Pintner, 1928
    - famille Calliobothriidae Perrier, 1897
    - famille Dioecotaeniidae Schmidt, 1969
    - famille Gastrolecithidae Euzet, 1955
    - famille Rhoptrobothriidae Caira, Jensen & Ruhnke, 2017
    - famille Serendipidae Brooks & Barriga, 1995
    - famille Shindeobothriiidae Shinde & Chincholikar, 1975
    - famille Triloculariidae Yamaguti, 1959

  - ordre Trypanorhyncha
    - famille Pseudonybeliniidae
    - sous-ordre Trypanobatoida
    - sous-ordre Trypanoselachoida

  - Genres non classés de Eucestoda (incertae sedis) :
    - genre Alyselminthus Zeder, 1800
    - genre Bothriotaenia Railliet, 1892
    - genre Dibothrium Diesing, 1850
    - genre Maccallumiella Yamaguti, 1952
    - genre Prosthecocotyle Monticelli, 1892

### Taxons obsolètes[1]
- Ancien ordre Proteocephalidea : maintenant dans Onchoproteocephalidea
- Ancien ordre Pseudophyllidea : maintenant dans Diphyllobothriidea ou Bothriocephalidea

### Pour mémoire
Liste des ordres selon ITIS (25 nov. 2018) :
- Bothriocephalidea
- Caryophyllidea
- Cathetocephalidea
- Cyclophyllidea
- Diphyllidea
- Diphyllobothriidea
- Haplobothriidea
- Lecanicephalidea
- Litobothriidea
- Nippotaeniidea
- Onchoproteocephalidea
- Phyllobothriidea
- Rhinebothriidea
- Spathebothriidea
- Tetrabothriidea
- Tetraphyllidea
- Trypanorhyncha

Liste des ordres selon NCBI (23 janvier 2021) :
- Aporidea
- Bothriocephalidea
- Caryophyllidea
- Cathetocephalidea
- Cyclophyllidea
- Diphyllidea
- Diphyllobothriidea
- Haplobothriidea
- Lecanicephalidea
- Litobothriidea
- Nippotaeniidea
- Onchoproteocephalidea
- Phyllobothriidea
- Proteocephalidea
- Pseudophyllidea
- Rhinebothriidea
- Spathebothriidea
- Tetrabothriidea
- Tetraphyllidea
- Trypanorhyncha